# 配線用遮断器

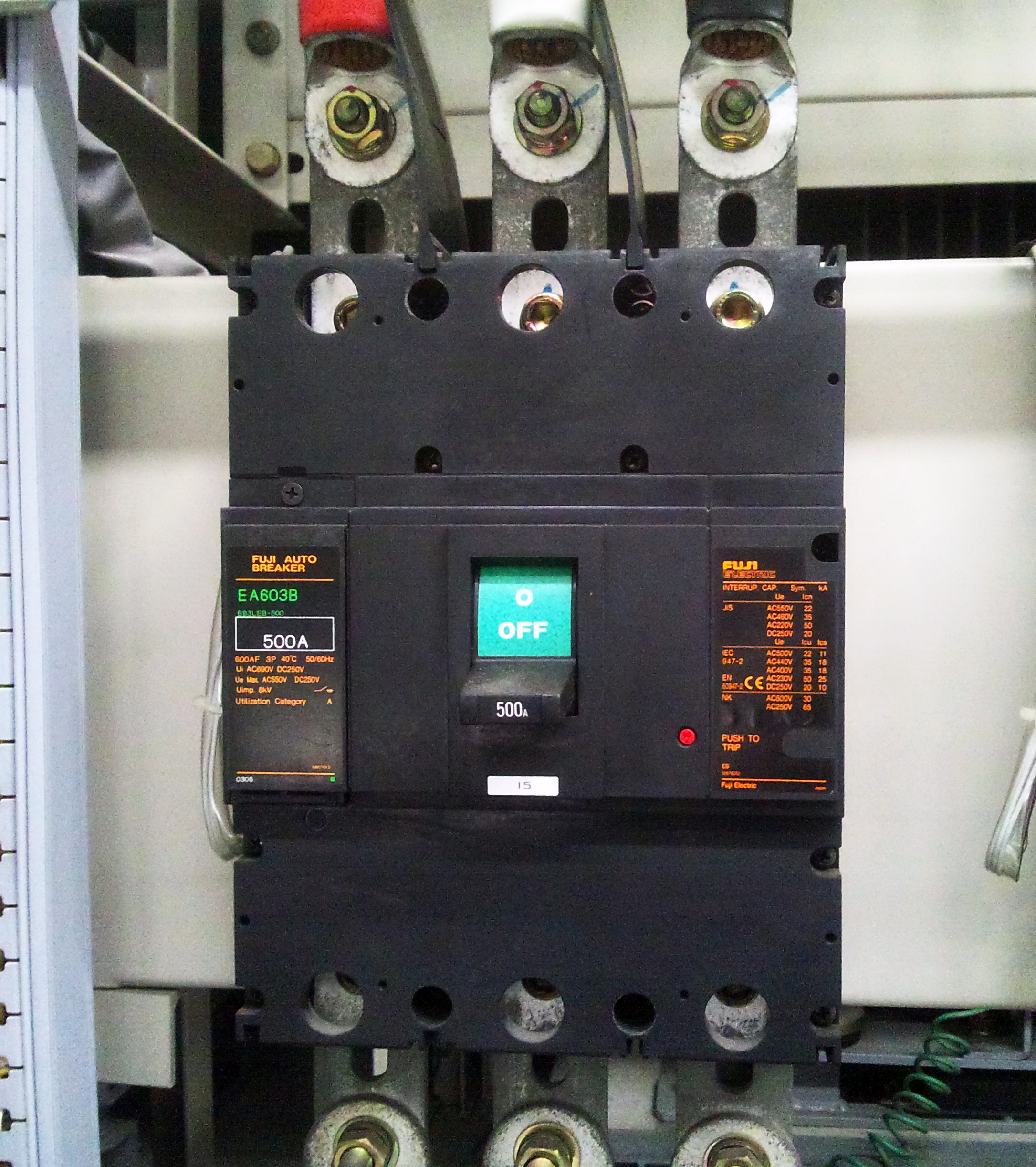
MCCB（動力500A）富士電機の「オートブレーカー」
大口需要家用。キュービクル内に設置されている。

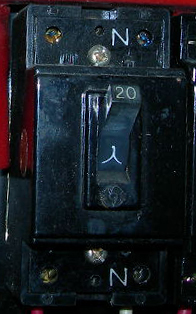
配線用遮断器（電灯20A）
家庭などで最もよく見かけるタイプ

配線用遮断器（はいせんようしゃだんき、英: Molded Case Circuit Breaker; MCCB、ノーヒューズブレーカー）とは過負荷や短絡などの要因で二次側の回路（負荷、電路）に異常な過電流が流れたときに電路を開放し、一次側からの電源供給を遮断することにより負荷回路や電線を損傷から保護するために用いる過電流遮断器の一種である。規格は、『JIS C8211:2004 住宅及び類似設備用配線用遮断器』に定められており『電気設備の技術基準の解釈』に呼び込まれている。
NFB (No Fuse Breaker) と呼ばれた事もあるが、これは三菱電機の商品名であり一般的ではない。他にヒューズフリーブレーカーやオートブレーカーなどの商品名もある。また、中国地方(広島付近)では年配者を中心に「テンパール」（広島市に所在するメーカー「テンパール工業」から）と呼ばれることがある。

## 構造

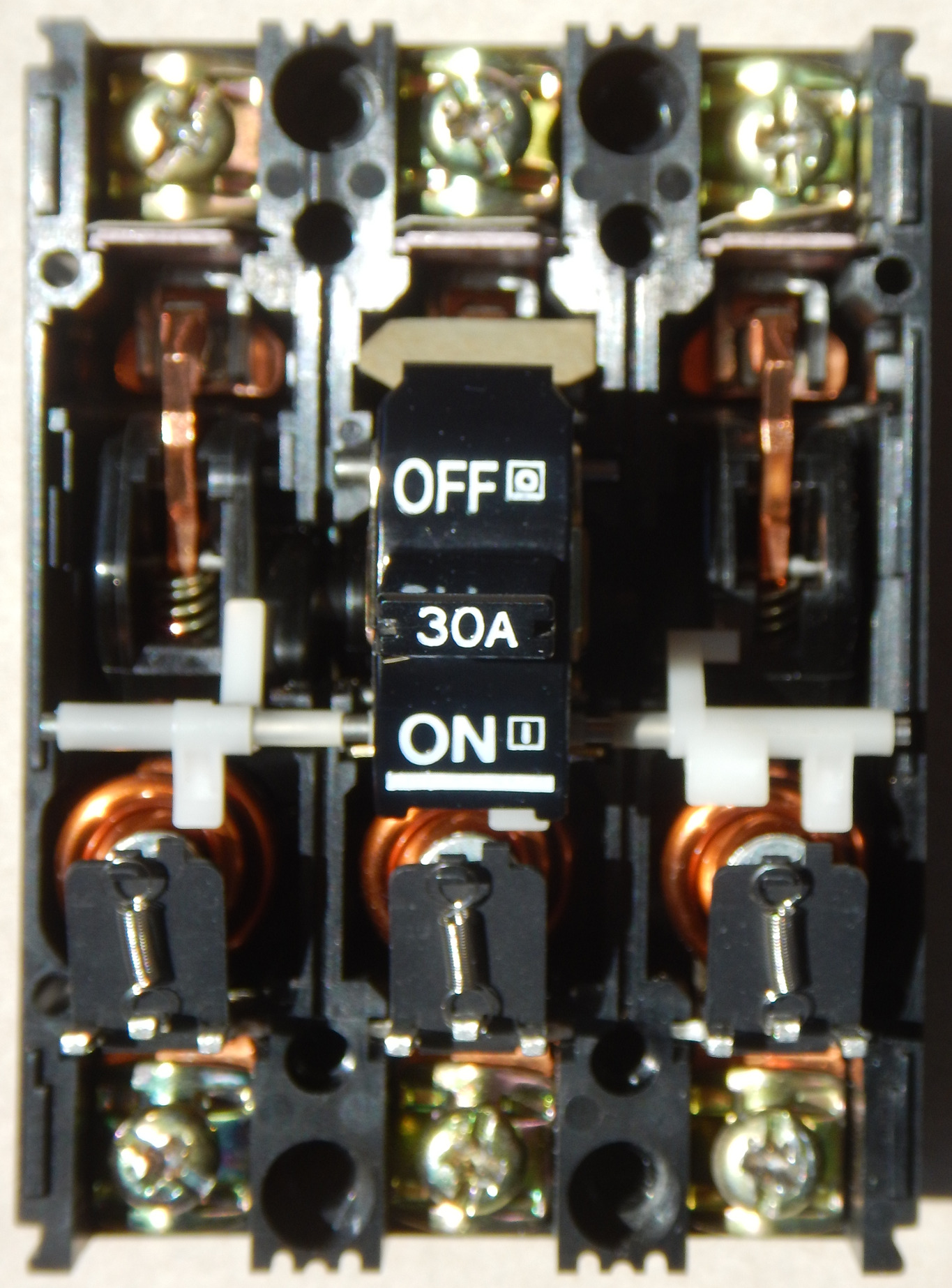
某社製3P3E 30AのMCCBの内部。
コイルは各相にあり、各相は電気的に独立している。
どの相のコイルが動作しても機械的に連結され、すべての相を遮断する

外郭は合成樹脂の箱で覆われている。前面に手動で電源を入り切りするハンドルがついており上に上げるとON、下に下げるとOFFとなる。過電流等により遮断動作をした場合（この動作をトリップという）、一般にハンドルはONとOFFの中間の位置で止まるが、一部のブレーカーはトリップ時にOFFの位置で止まる。通常は電流の大きさに応じて遮断に要する時間が変化する。
上面と下面には電線を接続する端子がついており通常は上に電源、下に負荷を接続する。内部には引き外し機構、消弧装置が組み込まれており遮断時に発生するアークを消弧する。

## 種類

### 安全ブレーカー
分電盤の分岐ブレーカー等に用いられる小型のブレーカーである。2線のうち1線が接地された（中性線である）単相100Vの場合にのみ使用できる2極1素子(2P1E)、その他の場合に使用する2極2素子(2P2E)がある。

### 単３中性線欠相保護付ブレーカー
単相3線式での中性線欠相を検出し、異常電圧による100V機器の焼損事故を防止する。過電圧検出リード線をブレーカの2次側の中性相に接続し接続点から1次側変圧器までの電圧を監視する。中性相-L1またはL2間に125～135V以上を検出すると0.5秒以内に遮断する。3極2素子(3P2E)である。一般に電源側、負荷側の端子が決まっており逆接続はできなくなっている。

### モーターブレーカー
電動機の焼損保護機能を持つブレーカーである。全負荷電流の2.5～3倍の電動機始動電流（突入電流）でトリップせず、過負荷電流での連続運転でトリップする。電磁開閉器を省略できる。高効率電動機などの特殊電動機を用いる場合、定格電流が保護可能範囲であるかの確認が必要である。

### 協約形ブレーカー
JIS C 8201-2-1:2011 「低圧開閉装置及び制御装置−第２−１部：回路遮断器（配線用遮断器及びその他の遮断器）」による協約寸法を持つブレーカー。ブレーカーはメーカーによって外径寸法が異なるが、協約形ブレーカーは同一寸法となっている。

### 漏電遮断器
漏電遮断器は漏電による漏れ電流を検出し回路を自動的に遮断する機能を持つ遮断器であり、殆どの製品では過電流遮断機能も付いている。内部構造は配線用遮断器と似ているが、漏電検出用に零相変流器が組み込まれている。銘板には定格感度電流、動作時間が表示されている。

## 仕様

### アンペアフレーム (AF)
ブレーカーの容器の大きさ及び最大定格電流をあらわす。例えば30AFの場合は構造上は最大30Aまで適用できる。原則としてAFの値が大きくなるにつれて容器寸法、遮断容量が増加するが、変圧器直下など短絡容量は状況により大きく変化するため遮断容量が高容量になっている高性能品も存在する。

### アンペアトリップ (AT)
ブレーカーの定格電流をあらわす。例えば20ATの場合は20Aが定格となる。また高価ではあるが、将来的な対応のためにAFの範囲内で定格電流を可変できるタイプもある。
一次側（上流側）・二次側（下流側）の遮断器との保護協調をとるため、トリップ時間の切り替えが可能なものもある。

## 性能

### 定格遮断容量
定格遮断容量は、指定の回路条件の下で規定の動作責務（O：遮断動作 - ２分 - CO：投入動作）での短絡電流遮断試験で確認されたもの。

### 開閉耐久性能
開閉耐久性能は、指定された開閉頻度で通電試験と無通電試験の反復から成る連続開閉試験で確認されたもの。

## 引外し方式

### 熱動式
過電流でのジュール熱によるバイメタルの湾曲を利用するもの。バイメタルの加熱湾曲自体が時延特性（小さい電流では長い時間、大きい電流では短い時間で動くこと）を持っている。小型の安全ブレーカーに用いられる。

### 熱動 - 電磁式
時延引外し要素としてバイメタルの湾曲、瞬時引外し要素として電磁石の可動鉄心が固定鉄心側に吸引されることを利用するもの。

### 完全電磁式
内部にパイプがあり、そのまわりにコイルが巻かれている。パイプ内には可動鉄芯、ばね、固定鉄芯、シリコンオイルが入っている。過電流が流れると可動鉄芯が固定鉄芯に引き寄せられ磁気抵抗が減少し作動鉄片をひきよせる。これによりトリップ機構が動作し回路が遮断される。シリコンオイルの粘性により可動鉄芯の動きに時延特性が与えられる。短絡のような大電流が流れた場合は作動鉄片が即座に引き寄せられてトリップする。

### 電子式
電子回路によって過電流検出、演算・制御、引外し指令が行われるもの。
1. 主回路の負荷電流に比例した電流が変流器2次側に流れる。
2. 整流回路で各相の二次電流を整流したアナログ信号を、瞬時回路や相選択サンプリング回路へ送る。
3. 瞬時回路は各相アナログ信号が所定値を超えていれば瞬時にトリップさせる。
4. 相選択サンプリング回路でアナログ-デジタル変換する。
5. 各相ごとにマイクロプロセッサで実効値を演算する。ピーク値演算で短限時引外し、最大相の信号で長限時引外しやプレアラーム特性処理を行う。

## 端子接続に関する注意事項
配線用遮断器や漏電遮断器の接続端子の使用方法を誤り正しい方法で施工しないと、緩み・抜け・過熱焼損などの重大事故に直結する。
- 適切な圧着端子の使用
  - 遮断器側の端子ねじに適合した圧着端子を必ず使用する。
  - 2本の配線を同じ端子に挟み込む場合は、必ず大きな電流が流れる方を下側へ入れる。
- 3本接続の禁止
  - 3本以上を1つの端子に接続することは一般に禁止である。どうしても接続しなければならない場合は2本まとめて圧着加工して端子部では2枚になるようにする。角度をずらしてハの字に開いて3本接続している場合があるが、相間絶縁距離不備となりやすいので注意が必要である。
- フレームサイズが大きい場合は相間ガードを必ず使用する。